# Vörösszemű pontylazac
A vörösszemű pontylazac a sugarasúszójú halak osztályába a pontylazacalakúak rendjébe és a pontylazacfélék családjába tartozó Moenkhausia nem egyik faja.

## Előfordulása
Dél-Amerika, Guyana, Brazília mocsarai és folyói.

## Megjelenése
Teste zömök, nem kíván sok foglalkozást, szívós ezért köszönheti közkedveltségét. Háta szürkés, a melle felé egyre világosodó ezüst. Szemgyűrűjének fele élénkvörös. Farokúszója előtt széles, sárgás, farokúszója feketés színű. A nőstény nagyobb, gömbölydedebb, míg a hím láthatólag kisebb.

## Életmódja
Minimum 70 literes akváriumba telepítsük őket. 80 literre maximum 5 halat tegyünk. Körülbelül 23-28 fokos vízbe tegyük őket. Békés csapatban szeret élni nyugodtan tartható más halfajokkal is, nem fogja őket bántani. Kedveli a sötét aljzatot, sok növényt. Életkor: 2-3 év.

## Szaporodása
Szaporításnál tegyük a párt 5-8 liter vízbe. A tenyészpár hamar ívik, és a nőstény sokszor már másnap reggel, több száz ikrát tesz le finom szálú növényekre. Nem ikrafalók, de ikrázás után szedjük ki őket. A 26-28 °C hőmérsékletű vízben az ivadék 26-28 óra alatt kikel. A kikelt még kis halakat planktoneleséggel etessük. Egyes egyedek igen gyorsan fejlődnek, és ha nem tesszük át őket másik akváriumba, megeszik kisebb testvéreiket. Nagyon falánkak, 4 hetes korban már vágott Tubifexszel etethetők. Elég gyakran halványabb színű, albínó egyedek jelennek meg, jellemző vörös szemmel.